# Lijst van beelden in Eemnes
Dit is een (onvolledige) chronologische lijst van beelden in Eemnes. Onder een beeld wordt hier verstaan elk driedimensionaal kunstwerk in de openbare ruimte van de Nederlandse gemeente Eemnes, waarbij beeld wordt gebruikt als verzamelbegrip voor sculpturen, standbeelden, installaties, gedenktekens en overige beeldhouwwerken.
| Geplaatst | Omschrijving                      | Kunstenaar                | Straat | Plaats | Materiaal            | Afbeelding |
| --------- | --------------------------------- | ------------------------- | --- | ------ | -------------------- | ---------- |
| 1986      | Geborgenheid                      | Hans de Ruiter            | Vlosseveen | Eemnes | plexiglas            |            |
| 1987      | Vrijheidsmonument                 | Peter Zwart               | Plantsoen | Eemnes | brons en natuursteen |            |
| 1989      | Zonder Titel                      | John Beemsterboer         | Park achter Roerdomp | Eemnes | verzinkt staal       |            |
| 1995      | Spanning en ontspanning           | Willem Geus               | Huis van Eemnes Noordersingel 4 | Eemnes | Portugees marmer     |            |
| 1991      | Bewegende Vrouw                   | Maïté Duval               | Huis van Eemnes Noordersingel 4 | Eemnes | brons                |            |
| 1996      | Boer melkt koe                    | Joris Baudoin             | Laarderweg (rotonde) | Eemnes | beton                |            |
| 1996      | Koeien                            | Joris Baudoin             | Verlengde Laarderweg (rotonde) | Eemnes | beton                |            |
| 1998      | Duurzame Samenwerking             | Kees Huigen               | Minnehof | Eemnes | brons                |            |
| 1999      | Angst voor naderend verkeer       | Erik Buijs                | Stadwijksingel | Eemnes | beton, brons         |            |
| 1999      | Welkom Thuis                      | Erik Buijs                | Stadwijksingel, berm Beemdlangzijde | Eemnes | beton, brons         |            |
| 1999      | Cultuur met geregelde natuur      | Erik Buijs                | Karwij, parkje zuidzijde | Eemnes | beton, brons         |            |
| 1999      | Weidevogels ook Bomen voor Eemnes | Erik Buijs                | Karwij, parkje zuidzijde; Na de uitbreiding van de wijk tussen 2000 en 20120 is het beeld 180° gedraaid zodat het beeld de bestaande wijk 'inkijkt' | Eemnes | beton, brons         |            |
| 1999      | Grenzen                           | Erik Buijs                | Goudhaver (Karwij) | Eemnes | beton, brons         |            |
| 1999      | Uitgestrekte weilanden            | Erik Buijs                | Karwij, parkje zuidzijde | Eemnes | beton, brons         |            |
| 1999      | Zwaluwen en hun nesten            | Erik Buijs                | Goudhaver (Ruwbeemd) | Eemnes | beton, brons         |            |
| 2007      | Koeien                            | Blowups                   | Plantsoen, speeltoestellen | Eemnes | polyester            |            |
| 2010      | BEL Monogram                      | Marc Ruygrok              | BEL Combinatie | Eemnes | aluminium, bladgoud  |            |
| 2013      | Historische Canon                 | Rob du Rieu               | Braadkamp | Eemnes | steen                |            |
| 2013      | De Ontmoeting                     | Pépé Grégoire             | Minnehof | Eemnes | brons                |            |
| 2014      | Het Mennegat                      | Reggie van Berkel         | Wakkerendijk | Eemnes | steen, hout          |            |
| 2020      | Hond en kat Zuidpolder            | Winnifred Mulders         | Hoogeboomstraat 13 | Eemnes | brons                |            |
| 2024      | De Vogelwachters                  | Albert Dedden Paul Keizer | rotonde Wakkerendijk, afrit A1 | Eemnes | brons                |            |